# 依诺沙星
依诺沙星是一种喹诺酮类抗生素，用于治疗尿路感染和淋病。
最近有研究表明它可能具有抗癌作用。

## 医疗用途
依诺沙星可用于治疗多种感染，特别是胃肠炎，包括感染性腹泻、呼吸道感染、淋病和尿路感染。

## 禁忌症和相互作用
对该物质或喹诺酮类的任何其他成员或药物的任何成分有过敏史的受试者禁用依诺沙星。 与其他氟喹诺酮类药物一样，依诺沙星可引起幼年动物负重关节的退行性变化。 只有当预期收益大于风险时，该化合物才应用于儿童。
芬布芬与某些喹诺酮类药物（包括依诺沙星）合用可能会增加癫痫发作的风险。因此，作为预防措施，应避免同时服用芬布芬和喹诺酮。

## 不良反应
与其他氟喹诺酮类药物一样，依诺沙星已知会引发癫痫发作或降低癫痫发作阈值。该化合物不应用于癫痫患者或有惊厥发作个人史的患者，因为这可能会促进这些疾病的发作。

## 药代动力学
口服后依诺沙星从胃肠道迅速而良好地吸收。抗生素广泛分布于全身和不同的生物组织中。组织浓度通常超过血清浓度。依诺沙星与血清蛋白的结合率为35%至40%。在肾功能正常的受试者中，血清消除半衰期约为6小时。 约60%的口服给药剂量在24小时内以原型药物形式从尿中排出。

## 作用机制
依诺沙星是一种广谱抗生素，对革兰氏阴性和革兰氏阳性菌均有活性。与其他氟喹诺酮类药物一样，依诺沙星通过抑制细菌DNA旋转酶和拓扑异构酶IV，阻止细菌DNA复制、转录、修复和重组。

## 延伸阅读
- Patel, S. S.; Spencer, C. M. . Drugs. 1996-01, 51 (1)  [2022-06-25]. ISSN 0012-6667. PMID 8741236. doi:10.2165/00003495-199651010-00009. （原始内容存档于2022-06-28）.